# Benício Barbosa
Benício Barbosa é um cantor brasileiro.
Iniciou a carreira artística em meados dos anos 1920. Atuou como crooner da Orquestra Típica Pixinguinha-Donga, com quem gravou 27 discos como solista. Gravou o primeiro disco pela Odeon em 1928.

Sua maior atuação aconteceu nas décadas de 1920 e 1930, como cantor para as gravadoras Odeon e Parlophon. Fez parte da “troupe” Verde e Amarelo, com Aracy Cortes, Henrique Chaves, João de Deus, Barros e Francisco Netto.
Seu registro de voz e sua forma de cantar são bem característicos do estilo algo teatral da década de 1920, com a influência do teatro de revista e das orquestras de salão.

## Discografia
- 1932 - Nhá Ritinha/Jura de cabocla
- 1931 - Canção transmontana
- 1930 - Eu quero uma coisa de você/Fui culpado
- 1930 - Foi na Penha/Zé Bocó
- 1930 - Corina/Serei feliz
- 1929 - Não sou mais trouxa/Esta nega qué casá
- 1929 - Sou da fuzarca
- 1929 - Onde está o meu benzinho/Por causa dela
- 1929 - Teus olhos/Abandono
- 1929 - Jurema/Mulher interesseira
- 1929 - Zeca Ivo/Por teus carinhos
- 1928 - Teus ciúmes/Seu Mané Luiz
- 1928 - Vem meu bem/Bem-te-vi
- 1928 - Corrente no pé/Sai Exu
- 1928 - Tu queres nota/Quem foi que disse
- 1928 - Mulher boêmia/Não te quero mal
- 1928 - Promessa/Não te quero mais
- 1928 - O boiadeiro/Candomblé
- 1928 - Ranchinho desfeito/O ema...o ema
- 1928 - Veja meu bem